# Tomasz Niedzielski
Tomasz Mieczysław Niedzielski (ur. 26 lutego 1980) – polski geograf, dr hab. nauk o Ziemi, profesor nadzwyczajny Instytutu Geografii i Rozwoju Regionalnego Wydziału Nauk o Ziemi i Kształtowania Środowiska Uniwersytetu Wrocławskiego.

## Życiorys
28 marca 2008 obronił pracę doktorską Prognozowanie altimetrycznych zmian poziomu oceanu i czasu UTl-UTC oraz towarzyszących im wybranych procesów geofizycznych, 11 grudnia 2009 uzyskał doktorat w zakresie nauk o Ziemi za pracę pt. Relacje między opadem a odpływem w dorzeczu górnej Odry w świetle modelowania empirycznego. 17 czerwca 2011  habilitował się na podstawie pracy zatytułowanej Oscylacja El Nino/Southern Oscillation a prognozy niektórych procesów geofizycznych. 8 listopada 2018 nadano mu tytuł profesora nauk o Ziemi. Piastuje stanowisko profesora nadzwyczajnego w Instytucie Geografii i Rozwoju Regionalnego na Wydziale Nauk o Ziemi i Kształtowania Środowiska Uniwersytetu Wrocławskiego.
Był starszym specjalistą Wrocławskiego Centrum Sieciowo-Superkomputerowego Politechniki Wrocławskiej. Został zatrudniony na stanowisku adiunkta w Centrum Badań Kosmicznych Polskiej Akademii Nauk.